# Orhan Pamuk
Ferit Orhan Pamuk (Estambul, 7 de junio de 1952) es un escritor turco y Premio Nobel de Literatura en 2006.

## Biografía
Nació en el seno de una familia acomodada (su padre era ingeniero), residente en el occidentalizado barrio de Nişantaşı de Estambul, similar a los que describe en algunas de sus novelas.
Cursó la secundaria en el estadounidense Robert College de su ciudad natal y después comenzó a estudiar arquitectura, pero tres años más tarde abandona la carrera para dedicarse a la literatura a tiempo completo. En 1977 se graduó en el Instituto de periodismo de la Universidad de Estambul, aunque nunca ejerció la profesión. Entre 1985 y 1988 residió en Nueva York y trabajó como profesor visitante en la Universidad de Columbia mientras su esposa, la historiadora Aylin Türegün, estudiaba allí mismo. Posteriormente regresó a Estambul. Pamuk es musulmán cultural. El matrimonio con Türegün se extendió desde 1982 hasta 2001; en 1991 nació su hija, Rüya.  

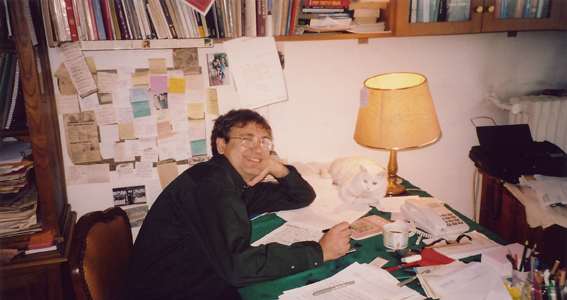
.

Sobre su vocación ha dicho: «Me acuerdo perfectamente del momento en que quise ser escritor. Fue una tarde de marzo o abril, en la primavera de 1973. Agarré un papel y un bolígrafo y me puse a escribir. Así fue. Recuerdo haber leído El extranjero, de Camus, y a pesar de que no influyó en mi escritura pensé que me iba a ayudar a ser escritor». Y sobre el momento en que abandonó arquitectura: «Yo tendría 23 años y le dije a mi familia y a mis amigos que no iba a ser el arquitecto o pintor que todos ellos querían, sino un novelista. Todos me dijeron que no lo hiciera, que yo no tenía ni idea de la vida. Creo que pensaban que iba a escribir una sola novela. Pero les dije que existían Borges y Kafka, y que ellos tampoco tenían ni idea de la vida... Las novelas, me parece, son una forma inédita de ver la vida. Solo ahora, después de todo este tiempo, confieso que cuando mi familia me dijo que yo no sabía nada de la vida, tenían razón. En ese momento no sabía nada».
Aunque su carrera como escritor se inició a finales de los años 70, y su primera novela se publicó en 1982, su obra comenzó a tener repercusión internacional con la novela El astrólogo y el sultán (Beyaz Kale, 1985), alabada por el estadounidense John Updike, y alcanzó su consagración definitiva con Me llamo Rojo (Benim Adım Kırmızı, 1998), una novela que combina la narración de misterio, la historia de amor y la reflexión filosófica, ambientada en el Estambul del siglo XVI, bajo el reinado del sultán Murad III.
Pamuk fue llevado a juicio en diciembre de 2004 por «insultar y debilitar la identidad turca» (artículo 301 del código penal), en una entrevista a un periódico suizo en la que pronunció la siguiente frase: «En Turquía mataron a un millón de armenios y a 30 000 kurdos. Nadie habla de ello y a mí me odian por hacerlo». La primera sentencia le impuso una condena condicional de seis meses, durante los cuales debía abstenerse de cometer delitos para poder mantener su libertad. Se reafirmó en sus palabras en octubre de 2005. En enero de 2006 un tribunal abandonó el proceso judicial.

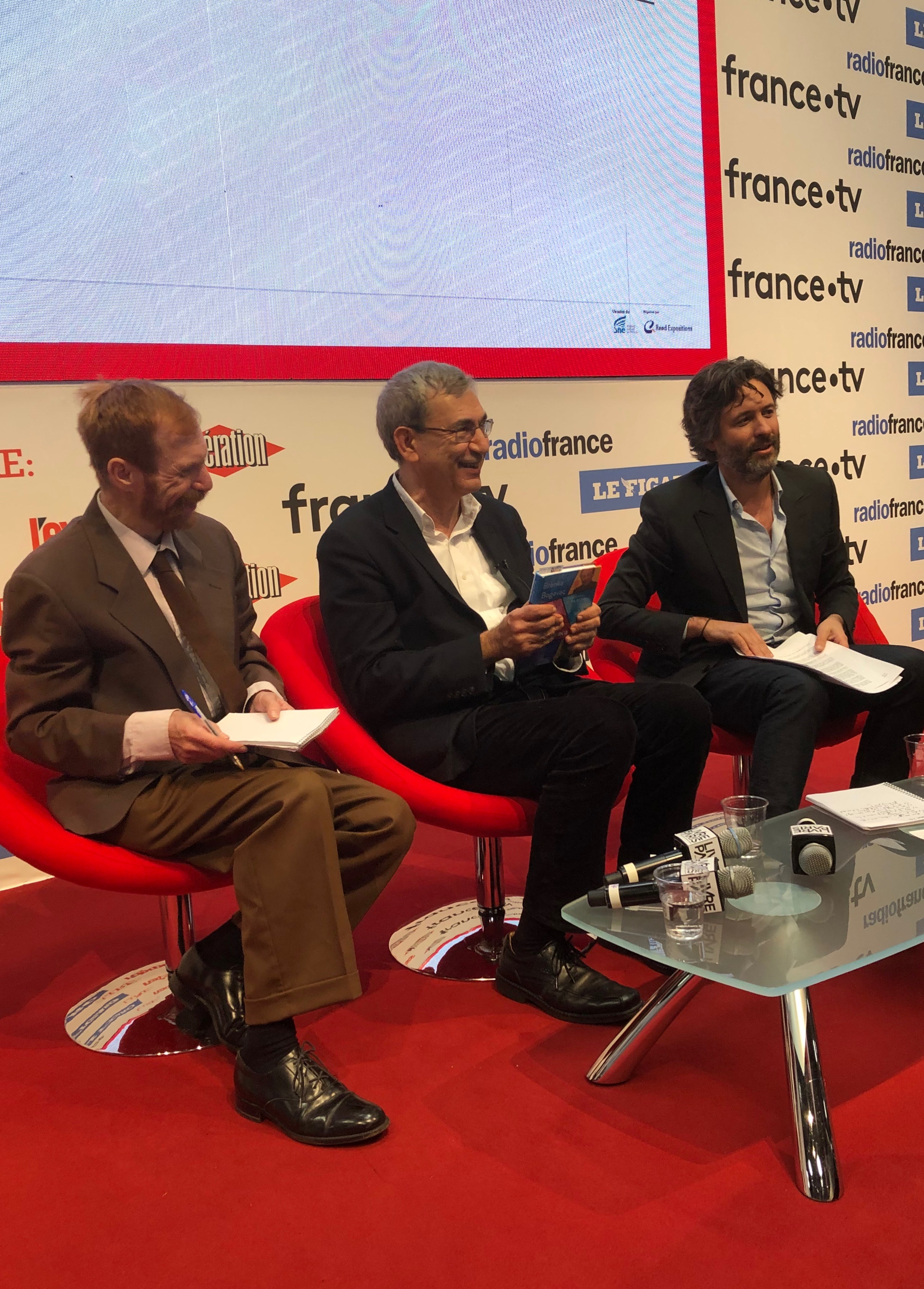
Pamuk, junto al escritor francés Christophe Ono-dit-Biot y un intérprete, en el Salón del Libro de París, en marzo de 2019.

La posición cívica de Pamuk ante los derechos humanos, particularmente ante los problemas armenio y kurdo en Turquía, lo han convertido en un personaje que genera polémica en su patria, y mientras allí unos lo admiran otros lo consideran un traidor. El gobierno turco se ha negado a admitir que cometió un genocidio contra los armenios en 1915. La campaña de odio desatada en su contra en Turquía después de aquella entrevista lo obligó a abandonar el país por un tiempo. Ya antes, en 1995, estuvo entre el grupo de escritores juzgados por sus ensayos en los que criticaban al gobierno por su política con los kurdos.
Tras el asesinato del periodista turco-armenio Hrant Dink, ocurrido en enero de 2007, y las amenazas de muerte que recibió, Pamuk abandonó nuevamente su patria. Algunos medios turcos, como el diario Aksam, le acusaron de haber utilizado el asesinato de Dink como un pretexto para ir a Estados Unidos a ganar dinero dando conferencias en la Universidad de Columbia. Las acusaciones fueron negadas por Fatih Altayli, director del diario Sabah, calificándolas de «chisme». Pamuk regresó a su ciudad natal en abril de ese mismo año para escribir su siguiente novela, Masumiyet Muzesi (Museo de la inocencia).
En una entrevista concedida al semanario alemán Der Spiegel, al inicio de una gira de lecturas de su obra por Alemania, menciona que tras la muerte de Dink, muchos intelectuales cayeron en una depresión profunda y que para él personalmente fue un choque terrible. Por eso prefirió distanciarse de los hechos, concurriendo a las cátedras en la Universidad de Columbia de Nueva York. La cancelación repentina de lecturas de su obra en Alemania en febrero de 2007 se debió a que, por lo reciente de los hechos, se le iba a estar cuestionando constantemente; además, las amenazas de muerte les otorgaría una relevancia que él no pensaba darles. Aseguró que aquella cancelación no se debió a que dudara de la eficacia de los cuerpos policiacos alemanes para prevenir los posibles ataques de grupos islamistas residentes en Alemania.
Sus estancias académicas en Estados Unidos han sido siempre productivas. Allí concluyó su más reciente novela (El museo de la inocencia) y en 1990 El libro negro, su primer éxito internacional. Por otro lado, aunque han existido amenazas de muerte de turcos fundamentalistas, Pamuk considera que nada ni nadie lo obligará al exilio.
El 12 de octubre de 2006 Pamuk ganó el Premio Nobel de Literatura como un escritor que, «en búsqueda del alma melancólica de su ciudad natal, ha encontrado nuevos símbolos para reflejar el choque y la interconexión de las culturas», según dice el veredicto de la Academia Sueca. Es el primer turco que recibe este galardón. Sus obras han sido traducidas a más de 40 idiomas.
El 28 de abril de 2012 abre sus puertas en Estambul el Museo de la Inocencia basado en su novela homónima (El museo de la inocencia, Mondadori, 2009) en el barrio de Cihangir, en Beyoglu.
La fiscalía de Estambul abrió una nueva investigación contra el escritor en noviembre de 2021, acusándole de insultar la identidad turca en su libro ''Veba Geceleri'' 

## Obra

### Novelas
- 1982 - Cevdet Bey ve Oğulları (Cevdet Bey e hijos, Mondadori, 2013). La novela, con el título de Karanlık ve Işık (Oscuridad y luz), había compartido el premio de la editorial Milliyet 3 años antes con el escritor Mehmet Eroğlu
- 1983 - Sessiz Ev (La casa del silencio, Metáfora Ediciones, 2001)
- 1985 - Beyaz Kale (El astrólogo y el sultán, Edhasa, 1994; El castillo Blanco, Mondadori, 2007)
- 1990 - Kara Kitap (El libro negro, Alfaguara, 2001)[9]
- 1995 - Yeni Hayat (La vida nueva, Alfaguara, 2002)
- 1998 - Benim Adım Kırmızı (Me llamo Rojo, Alfaguara, 2003)
- 2001 - Kar (Nieve, Alfaguara, 2005)
- 2008 - Masumiyet Müzesi (El museo de la inocencia, Mondadori, 2009)
- 2014 - Kafamda Bir Tuhaflık (Una sensación extraña, Literatura Random House, 2015)
- 2016 - Kirmizi Saçh Kadin (La mujer del pelo rojo, Literatura Random House, 2018)
- 2021 - Veba Geceleri (Las noches de la peste, Literatura Random House, 2022)

### Memorias
- 2005 - İstanbul: Hatıralar ve Şehir (Estambul. Ciudad y recuerdos, Mondadori, 2006)

### Ensayos
- 1999 - Öteki Renkler (Otros colores, Mondadori, 2008)
- 2007 - Babamın Bavulu (La maleta de mi padre, Mondadori, 2007)
- 2010 - The Naive and Sentimental Novelist (El novelista ingenuo y el sentimental, Mondadori, 2011; primero fue publicado por Harvard Press en 2010 y al año siguiente en turco Saf ve Düşünceli Romancı)

## Premios y distinciones
- 1979 Milliyet Yayınları Roman Yarışması (Certamen de novela Milliyet; Turquía) por Karanlık ve Işık (ex aequo con el escritor Mehmet Eroğlu), publicada en 1982 con el título de Cevdet Bey ve Oğulları
- 1982 Premio Orhan Kemal por Cevdet Bey ve Oğulları
- 1984 Madaralı Roman Ödülü (Premio novelístico Madarali; Turquía) por Sessiz Ev
- 1990 Independent Foreign Fiction Prize (Reino Unido) por su novela Beyaz Kale
- 1991 Prix de la Découverte Européenne (Francia) por la traducción al francés de Sessiz Ev
- 1995 Premio France Culture
- 2002 Premio al mejor libro extranjero (Francia) por su novela Benim Adım Kırmızı
- 2002 Premio Grinzane Cavour (Italia) por Benim Adım Kırmızı
- 2003 International IMPAC Dublin Literary Award (Irlanda) por Benim Adım Kırmızı
- 2004 Premio del New York Times al mejor libro extranjero
- 2005 Premio de la Paz del Comercio Librero Alemán
- 2005 Premio Médicis Extranjero (Francia) por su novela Kar
- 2006 Premio Nobel de Literatura
- 2006 Medalla Distinguished Humanist (Universidad Washington en San Luis)[10]
- 2006 Orden de las Artes y las Letras (Francia)
- 2007 Doctor honoris causa por la Universidad Libre de Berlín[11]
- 2007 Doctor Humane Letters honoris causa por Universidad de Georgetown[12]
- 2007 Doctor honoris causa por la Universidad Complutense de Madrid[13]
- 2008 Premio Ovidio (Rumania)
- 2010 Premio Norman Mailer (Estados Unidos)
- 2012 Sonning Prize (Denmark)
- 2012  Légion d'honneur Officier (France)[14]
- 2014 The Mary Lynn Kotz Award (USA) for his book "The Innocence of Objects"[15]
- 2014 Tabernakul Prize (Macedonia)[16]
- 2014 European Museum of the Year Award (Estonia)[17]
- 2014 Helena Vaz da Silva European Award for Public Awareness on Cultural Heritage (Portugal)[18]
- 2015 Erdal Öz Prize (Turkey), for his novel A Strangeness in My Mind
- 2015 Aydın Doğan Foundation Award (Turkey), for his novel A Strangeness in My Mind
- 2016 The Yasnaya Polyana Literary Award ("Foreign Literature" category, Russia) for his novel A Strangeness in My Mind
- 2016 Milovan Vidaković Prize in Novi Sad (Serbia)
- 2017 Budapest Grand Prize (Hungary)
- 2017 Literary Flame Prize (Montenegro)
- 2019 Golden Plate Award of the American Academy of Achievement[19]